# Walter Anderson

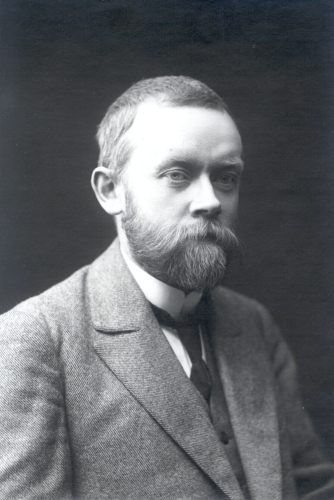
Walter Anderson

Walter Anderson (Minsk, 10 ottobre 1885 – Kiel, 23 agosto 1962) è stato uno scrittore tedesco, uno dei maggiori studiosi di folklore del XX secolo e la forza motrice del metodo geografico-storico della "Scuola Finlandese", fondata da Kaarle Krohn.

## Biografia
Nato da famiglia di origine tedesca (suoi fratelli erano il noto statistico Oskar Anderson e l'astrofisico Wilhelm Anderson), visse a Kazan', dove frequentò la scuola ed iniziò studi di indirizzo storico-filologico. Ottenuta una borsa di studio per la storia della letteratura dell'Europa occidentale, viene inviato all'università di San Pietroburgo, dove nel 1911 conseguì la laurea. Nel 1912 Anderson ebbe il suo primo incarico accademico come docente privato di storia della letteratura dell'Europa occidentale e lettore di italiano all'università di Kazan', dove, per la sua tesi di laurea, gli venne conferito nel 1916 il titolo di dottore. Nel 1918 Anderson fu chiamato all'università di Kazan' come professore straordinario per la cattedra di storia della letteratura dell'Europa occidentale, ma a causa dei disordini rivoluzionari non poté accedere alla carica. Come professore per gli studi folkloristici (1920 - 1939) all'Università di Tartu (l'ex Dorpat, Estonia), dove diede lezioni prima in tedesco e poi, a partire dal 1922 in estone, fu corresponsabile per lo sviluppo degli studi di folklore nei paesi baltici e in Estonia, prima che questa venisse annessa all'Unione Sovietica. Dal 1940 agli inizi del 1945 Anderson lavorò all'università di Königsberg (Prussia Orientale). Dopo la fine della Seconda guerra mondiale insegnò all'università "Christian Albrecht" di Kiel, dove morì nel 1962 in seguito ad un incidente stradale.
Una delle opere principali di Anderson è la monografia Kaiser und Abt (Folklore Fellows' Communications 42, Helsinki 1923).